# Liste von Sakralbauten in Korschenbroich
Die Liste von Sakralbauten in Korschenbroich enthält die Kirchengebäude und andere Sakralbauten in der Stadt Korschenbroich, Rhein-Kreis Neuss.
In Korschenbroich gab es bis 1959 eine Synagoge.

## Liste

### Römisch-katholisch
| Abbildung | Name                                  | Standort       | Bauzeit                     | Bemerkungen      |
| --------- | ------------------------------------- | -------------- | --------------------------- | ---------------- |
|           | Kreuzkapelle                          | Korschenbroich | Anfang des 20. Jahrhunderts |                  |
|           | Antoniuskapelle                       | Kleinenbroich  |                             | denkmalgeschützt |
|           | St. Pankratius                        | Glehn          |                             |                  |
|           | Hauptstraße 76                        | Korschenbroich |                             |                  |
|           | St. Dionysius                         | Kleinenbroich  |                             |                  |
|           | Herz-Jesu-Kirche                      | Korschenbroich |                             |                  |
|           | St. Andreas                           | Korschenbroich |                             |                  |
|           | Antoniuskapelle                       |                |                             |                  |
|           | St.-Anna-Kapelle                      |                |                             |                  |
|           | St. Georg                             | Liedberg       | 1915                        |                  |
|           | Marienkapelle                         | Pesch          | 1903                        |                  |
|           | Maternuskapelle                       | Kleinenbroich  |                             |                  |
|           | St. Marien                            | Pesch          |                             |                  |
|           | Rochuskapelle                         | Korschenbroich |                             |                  |
|           | Rochuskapelle                         | Lüttenglehn    |                             |                  |
|           | Wegekapelle Am Trietenbroich          |                |                             |                  |
|           | Wegekapelle Jan-van-Werth-Straße      |                |                             |                  |
|           | Wegekapelle Konrad-Adenauer-Straße 26 |                |                             |                  |
|           | Wegekapelle St. Matthias              |                |                             |                  |
|           | Schlossstraße 26                      | Korschenbroich |                             |                  |

### Evangelisch
| Abbildung | Name                | Standort       | Bauzeit | Bemerkungen                                                     |
| --------- | ------------------- | -------------- | ------- | --------------------------------------------------------------- |
|           | Martin-Luther-Haus  | Kleinenbroich  | 1980    |                                                                 |
|           | Evangelische Kirche | Korschenbroich | 1954    |                                                                 |
|           | Friedenskirche      | Glehn          | 1997    | Ehemaliger kath. Kindergarten, 1997 zur Friedenskirche umgebaut |